# Букалосси, Прочида
Прочида Букалосси (итал. Procida Bucalossi; 6 июня 1837, Флоренция — 10 мая 1918, Уорлингем, район Тандридж, графство Суррей) — английский композитор итальянского происхождения.
Сын Луиджи Букалосси, сподвижника Джузеппе Мадзини, эмигрировавшего в Великобританию и издававшего там в начале 1840-х гг. журнал Il Pellegrino («Пилигрим»), орган основанной Мадзини Итальянской школы в Лондоне. Учился во Флоренции, затем в начале 1860-х гг. вернулся в Лондон, где жил и работал всю жизнь как автор лёгкой музыки и различных аранжировок.
Наиболее популярным сочинением Букалосси стала опера «Чёрные плащи» (фр. Les Manteaux Noirs; 1882), на романтический испанский сюжет, с успехом прошедшая в Лондоне, затем приобретённая продюсером Ричардом Д’Ойли Картом и поставленная на разных англоязычных сценах вплоть до Новой Зеландии. Определённый резонанс вызвала также опера «Делия» (Бристоль, 1889). Написал также комическую оперу «Пом» (англ. Pom; 1876), оперу-сказку «Ротомаго» (англ. Rothomago; 1880, в соавторстве), музыку к пантомиме «Красавица и чудовище» (1891) и множество вальсов, полек, других лёгких пьес.
В 1880-е гг. лондонская квартира Букалосси располагалась ниже этажом под квартирой писателя Джорджа Гиссинга, неоднократно упоминавшего о том, что доносившаяся от Букалосси музыка развлекала его и помогала работать.
Дети Букалосси Бригата (1862—1924) и Эрнест (1863—1933) также стали музыкантами.